# Artur Alliksaar
Artur Alliksaar (* 15. April 1923 in Tartu; † 12. August 1966 ebenda) war ein estnischer Lyriker.

## Ausbildung
Artur Alliksaar ging am renommierten Hugo-Treffner-Gymnasium in Tartu zur Schule und studierte anschließend 1941/1942 Rechtswissenschaft an der Universität Tartu. Er kämpfte ab 1943 freiwillig auf deutscher Seite im Zweiten Weltkrieg gegen die Rote Armee. Nach dem Krieg hielt er sich bei der estnischen Widerstandsbewegung der Waldbrüder auf.

## Verbannung
Von 1944 bis 1949 war er Angestellter in der Eisenbahnverwaltung der Estnischen Sozialistischen Sowjetrepublik. 1949 wurde er wegen angeblichen Landesverrats von den sowjetischen Besatzungsbehörden festgenommen, zu 25 Jahren Verbannung verurteilt und inhaftiert. Von 1949 bis 1957 lebte Alliksaar in verschiedenen Internierungslagern in Narva und Mordwinien sowie in der Verbannung in der Oblast Wologda. 1957 brachte ihm eine Amnestie die Freiheit.
1958 kehrte Alliksaar nach Tartu zurück, wo er bis zu seinem Tod in einer Bierfabrik, auf dem Bau und bei der Eisenbahn arbeitete. Er war in dieser Zeit unter anderem mit den einflussreichen estnischen Schriftstellern Andres Ehin und Ain Kaalep befreundet.

## Werke
Artur Alliksaar war stark von Rainer Maria Rilke beeinflusst. Das lyrische Hauptwerk konnte erst nach seinem Tod, aber immerhin genehmigt durch die sowjetische Zensur, veröffentlicht werden. Bislang sind als Buch erschienen:
- "Nimetu saar" (Schauspiel, 1966)
- "Olematus võiks ju ka olemata olla" (Anthologie, herausgegeben von Paul-Eerik Rummo, 1968)
- "Luule" (1976)
- "Väike luuleraamat" (1984)
- "Päikesepillaja" (Auswahlsammlung, 1997)
- "Alliksaar armastusest" (2002)

Daneben hat Alliksaar Gedichte von Rainer Maria Rilke, Sergei Jessenin und Anna Ahmatova meisterhaft ins Estnische übersetzt.

## Würdigung
Das lyrische Werk von Artur Alliksaar ist stark philosophisch inspiriert. Es hebt sich von der konkreten Wirklichkeit ab. Seine Dichtkunst legt Wert auf den Klang der Sätze, bedient sich paradoxaler Wendungen, ist sprachschöpferisch und von Bildern geprägt. Wiederkehrende Themen sind Tod, Liebe, Blut, Schmerz, Abend, Nacht und Sand. In Alliksaars Gedichten spiegelt sich die Erfahrung eines von Krieg und Deportation geprägten Lebens wider, das dennoch ungebrochen den Glauben an den menschlichen Geist bewahrt hat.
Kennzeichnend für seine Lyrik ist aber auch eine besondere Sprachvirtuosität, die man allein schon an den Titeln einiger Gedichte ablesen kann, die folgendermaßen lauten: „Fragment aus der Tischrede vom Jubiläumsdiner des Schwachsinns, das veranstaltet wurde, als sich herausstellte, dass es für den Leichenschmaus noch zu früh sei“; „Das Konzert der Toiletten“; „Sonate für zwei Kanonen, kein einziges Klavier und eine beliebige Anzahl von Meinungen“; „Das Nichtvorhandensein könnte ja auch nichtvorhanden sein“. Vielfach enthielten seine Gedichte aber auch konkrete politische Aussagen, was die Publikation zu Sowjetzeiten erschwerte, wie zum Beispiel: „Merkt euch: / Die Menschennatur sollte hin und wieder ihre Haltung / verändern, denn wer sich lange krümmt, / kann sich später auch auf Befehl nicht mehr strecken.“

## Deutsche Übersetzungen
Von Alliksaar ist 1994 ein kleiner Gedichtzyklus in der Zeitschrift Estonia auf Deutsch erschienen, übersetzt von Gisbert Jänicke.

## Sekundärliteratur
- Gisbert Jänicke: Der Wind tanzt im Haselgehölz, in: Estonia 1/1994, S. 31–33.
- Artur Alliksaar mälestustes. Koostanud Henn-Kaarel Hellat. Tartu: Ilmamaa 2007. 240 S.
- Margit Mõistlik: On raske vaikida ja laulda mul. Artur Alliksaare elust. Tallinn: Menu Kirjastus 2011. 208 S.